# Schüttgut

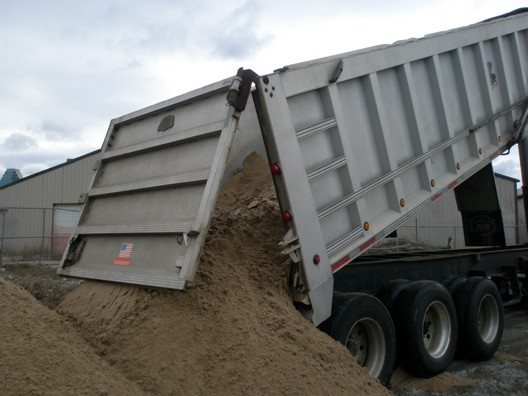
Sand gehört zu den Schüttgütern

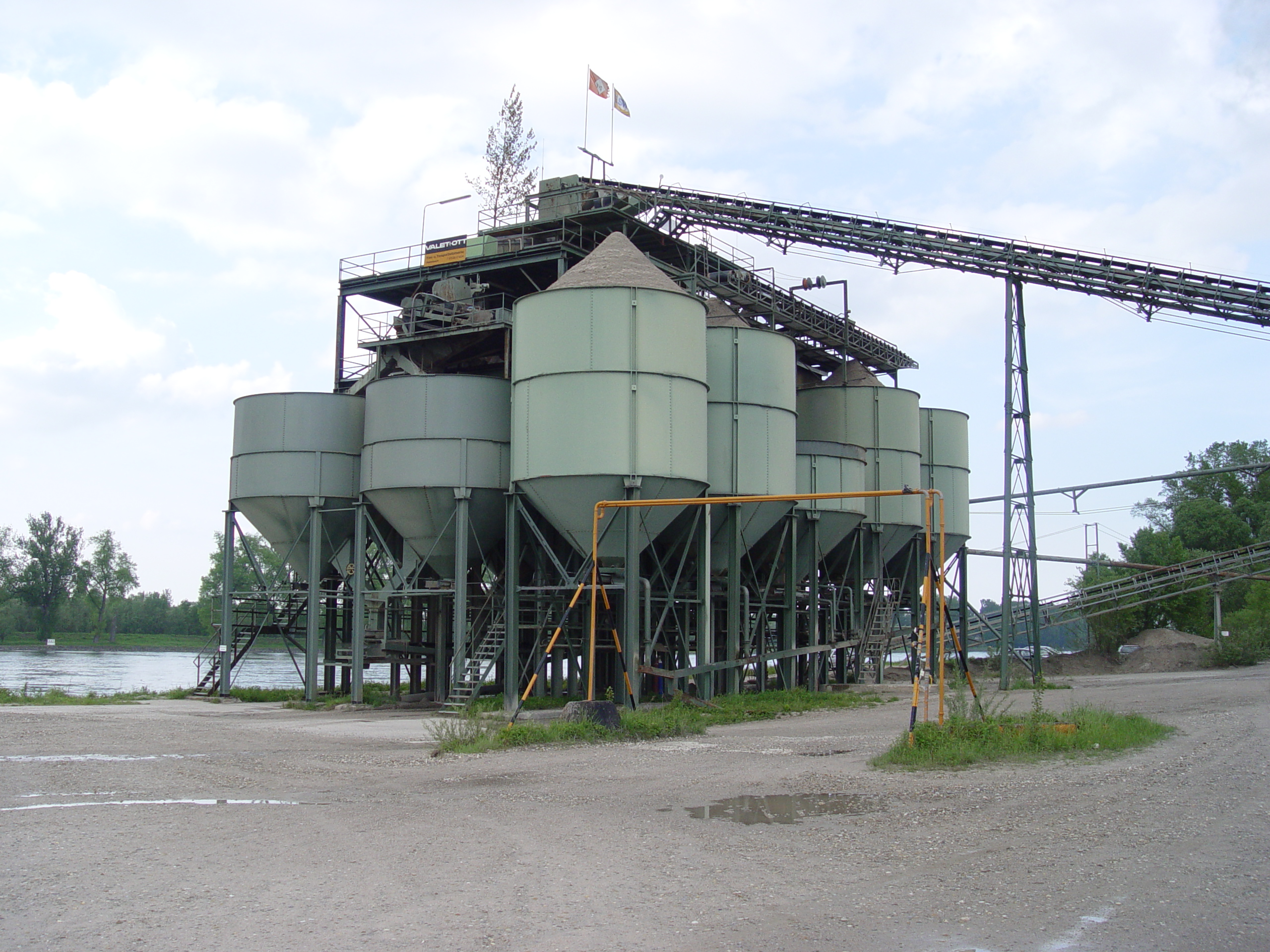
Siloanlage für Schüttgüter

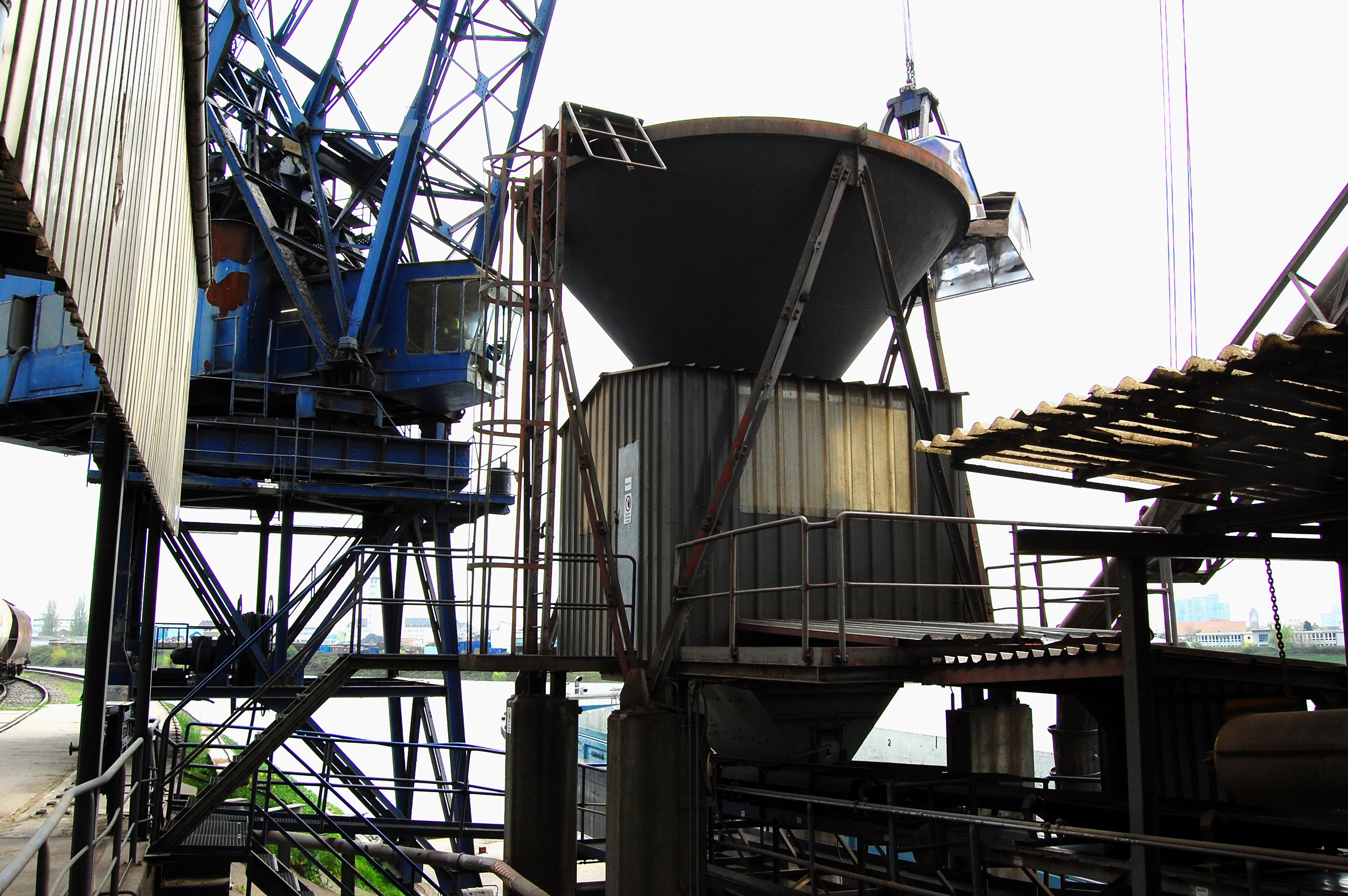
Schüttgutumschlag im Mannheimer Industriehafen

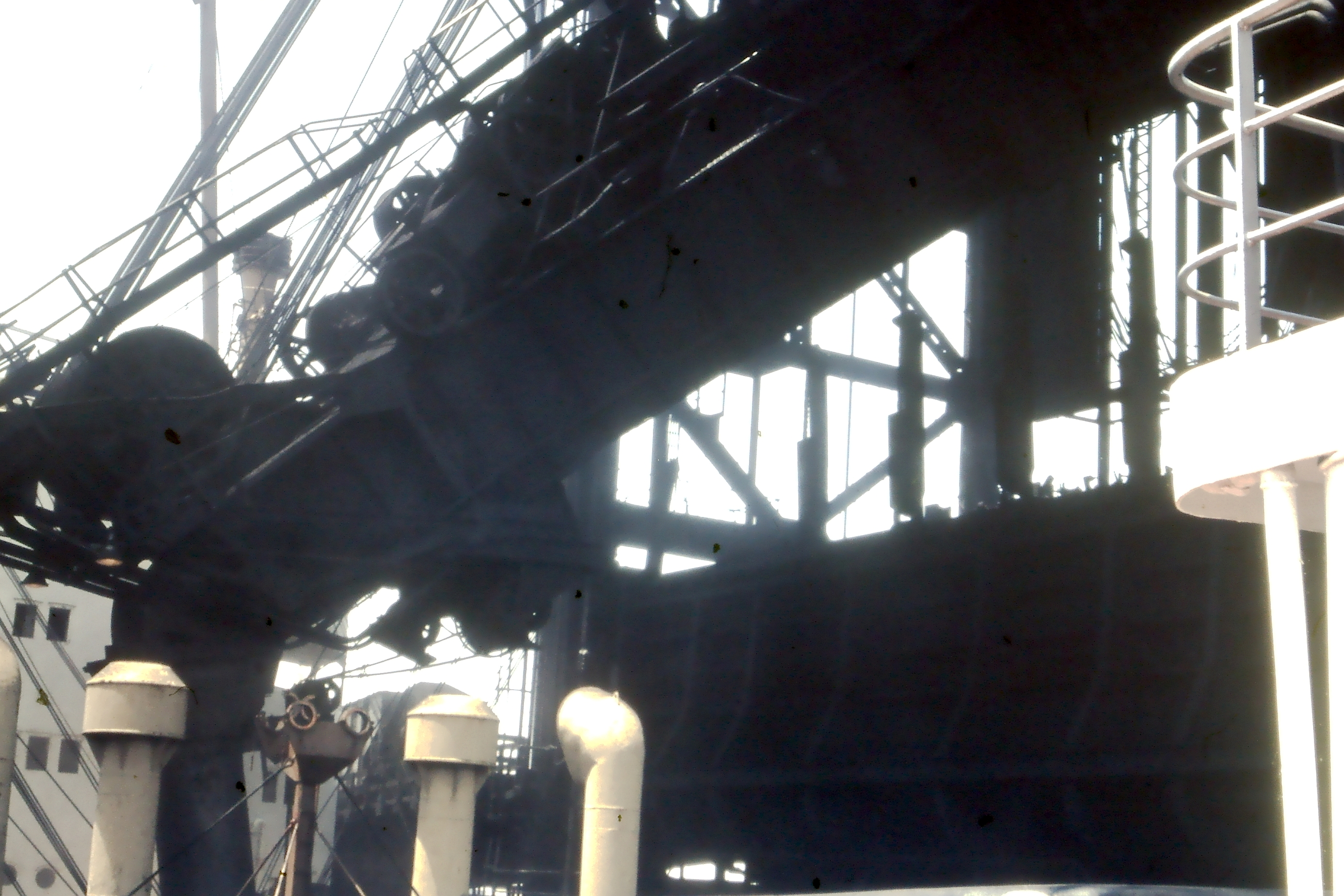
Beladung eines Frachtschiffs mit Kohle als Schüttgut

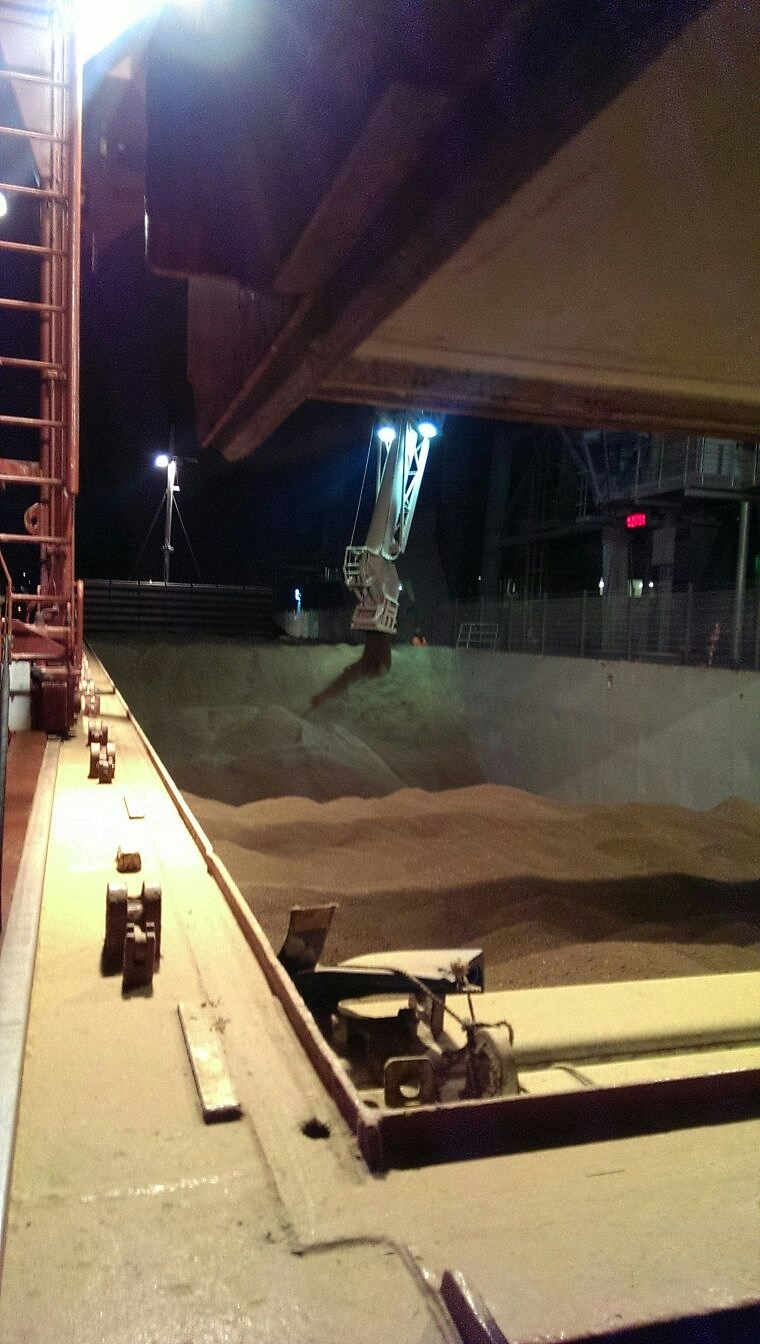
Beladung eines Feederschiffs mit Rapsschrot als Schüttgut

Schüttgut ist ein pulvriges, körniges oder auch stückiges Gemenge, das in einer schüttfähigen Form vorliegt. Bestimmt werden die Eigenschaften von Schüttgut durch die Korngröße (Körnung) und die Kornverteilung sowie die Schüttdichte, die Rauheit, die Feuchtigkeit und die Temperatur. Unterschieden werden kohäsionslose (freifließende) und kohäsive (zusammenhaltende) Schüttgüter.
Schütten ist ein aus den DIN-Normen des Transportwesens und der Verfahrenstechnik definierter Begriff für den Umgang mit Schüttgütern. Eine Schüttung, insbesondere die lose Schüttung, bezeichnet Güter, die sich in einem Behältnis frei bewegen können oder nicht anderweitig in ihrer Lage gesichert sind.
Die Schüttgutmechanik beschäftigt sich mit Lager- und Transportbedingungen von Schüttgütern wie Schüttwinkel (Reibungswinkel), Ausflussverhalten von Silos, Fluidisierung und Schüttdichte. Nach Überschreiten einer Aktivierungsenergie können sich Schüttgüter wie ein Fluid verhalten, also fließen. Die Partikel bleiben dabei im Wesentlichen erhalten oder verändern ihre Form auf dem Transportweg nicht. Die wichtigste Kenngröße hierfür ist die Rieselfähigkeit. Physikalisch behandelt werden die Eigenschaften von Schüttgut in der Theorie der granularen Materie.

## Beispiele
Zu den Schüttgütern zählen Baustoffe wie beispielsweise Oberboden, Sand, Kies und Zement sowie Rohstoffe wie etwa Erz, Kohle, Ton oder Streusalz. Weiterhin gehören Lebensmittel wie Getreidesorten, Zucker, Salz, Kaffee und Mehl zur Gruppe der Schüttgüter. Pulverförmige Güter wie Pigmente sowie Füllstoffe, Granulate und Pellets lassen sich ebenfalls zuordnen.

## Lagerung und Austragung
Schüttgüter werden aufgrund ihrer Stoffeigenschaften oftmals in Silos oder Bunkern gelagert. Witterungsunempfindliche Ware kann auch im Freien gelagert werden.
Freifließende Schüttgüter sind problemlos mit beispielsweise einer Zellenradschleuse oder mithilfe eines Schiebers auszutragen. Bei kohäsiven, hygroskopischen, entmischenden, schießenden, nicht fließfähigen oder pastösen Schüttgütern ist besonders die genaue Dosierung mehr als anspruchsvoll. Solche schwierigen (komplexen) Schüttgüter können mit einem Kippbalkenboden ausgetragen werden.

## Transport
Bei der Beförderung unterscheidet man kontinuierlichen, also ununterbrochen fließenden, und diskontinuierlichen Transport.
Zu den kontinuierlichen Transportverfahren zählen einfache Einrichtungen wie Schläuche und Rohre (so genannte pneumatische Förderung), aber auch komplexe Systeme wie Bandstetigförderer (Muldengurtförderer, Fördergurt), Kettenstetigförderer, Schwingförderer und Becherwerke sowie Zellenradschleusen zum Austragen und Eindosieren. Des Weiteren dient die Doppelpendelklappe zur Beförderung von grobem Schüttgut.
Diskontinuierlicher Transport erfolgt bei Schüttgut-Silos oder -Bunkern (etwa bei Schiffen, dort auch als Stürzgut bezeichnet) in Mulden- und Hochbordfahrzeugen (Straße und Schiene) sowie in Silowagen, Silofahrzeugen, Sattelaufliegern mit Schiebeboden und als Sackware oder in Bigbags.
Im Rahmen des Transports zählt Schüttgut zu den Transportgütern. Andere Arten von Transportgut sind beispielsweise Stückgut und Sauggut.

## Schüttguttechnik
In der Schüttguttechnik beschäftigt man sich mit der funktionsgerechten Auslegung von Apparaten der mechanischen Verfahrenstechnik, insbesondere Silos. Durch Kenntnis experimentell ermittelter Schüttguteigenschaften ist eine Siloauslegung mit dem Ziel der Vermeidung von Ausflussstörungen, wie Schachtbildung, Brückenbildung oder Entmischung möglich.
Experimentell ermittelte Eigenschaften sind:
- die Schüttgutfestigkeit,
- die Schüttdichte,
- der effektive Reibungswinkel,
- der Wandreibungswinkel